# Ваљак (машина)
Ваљак је машина која се користи за сабијање растреситог тла, шљунка, бетона или асфалта у изградњи путева и темеља. Слични ваљци се користе и на депонијама или у пољопривреди.
Путни ваљци се често називају парним ваљцима, без обзира на њихов начин погона.

## Историја
Први друмски ваљци су били на коњску вучу и вероватно су били позајмљени пољопривредни алати (види ваљак).
Пошто ефикасност ваљка у великој мери зависи од његове тежине, возила са сопственим погоном заменила су коњске ваљке од средине 19. века. Прва таква возила били су парни ваљци. Једноцилиндрични парни ваљци су се генерално користили за сабијање основе и радили су са високообртајним моторима са ниским степеном преноса да би се промовисало одбијање и вибрације од радилице до ваљака на исти начин као и код вибрационих ваљака. Двоцилиндрични или сложени парни ваљци постали су популарни од око 1910. па надаље и коришћени су углавном за ваљање вруће положених површина због њихових равномернијих мотора, мада су оба типа цилиндара могу да ваљају финалну површину. Парни ваљци су често били намењени овом задатку због њихових зупчаника, при чему су спорији мотори били за основно сабијање, док су модели са вишим степеном преноса често називани „гоњачима струготине“, и они су пратили машине за полагање врућег катрана и шљунка. Неке путне компаније у САД су користиле парне ваљке током 1950-их. У Великој Британији неки су остали у служби до раних 1970-их.
Како су се мотори са унутрашњим сагоревањем побољшали током 20. века, ваљци на керозин, бензин (петрол) и дизел постепено су заменили парне моторе. Први ваљци за путеве са унутрашњим сагоревањем били су слични парним ваљцима које су заменили. Они су користили сличне механизме за пренос погона са мотора на точкове, обично велике, изложене зупчанике. Неки корисници их нису волели у почетку, јер је моторе тог доба обично било тешко покренути, посебно оне на керозин.
Практично сви ваљци који су данас у употреби користе дизел мотор.